# Tian Jiyun
Tian Jiyun (chinesisch 田紀雲, Pinyin Tian Jiyun, W.-G. T’ien Chi-yün; * 4. Juni 1929 in Feicheng, Shandong) ist ein chinesischer Politiker der Kommunistischen Partei Chinas (KPCh), der unter anderem von 1983 bis 1993 Vize-Ministerpräsident sowie zwischen 1985 und 2002 Mitglied des Politbüros der KPCh war. Darüber hinaus fungierte er zwischen 1993 und 2003 als Stellvertretender Vorsitzender des Ständigen Ausschusses des Ständigen Ausschusses des Nationalen Volkskongresses und war als solcher einer der Vize-Staatspräsidenten der Volksrepublik China. 

## Leben
Tian Jiyun wurde 1945 Mitglied der Kommunistischen Partei Chinas (KPCh) und war Ende der 1940er Jahre an gewaltsamen Landreformen der Kommunisten beteiligt. Nach Gründung der Volksrepublik China am 1. Oktober 1949 war er zunächst Lehrer an der Revolutionären Volksuniversität in Guiyang und anschließend Absolvent des Verwaltungslehrgangs für Finanzbehörde der Provinz Guizhou. Nach deren Abschluss war er bis 1969 Sektionschef, Abteilungsleiter sowie schließlich stellvertretender Direktor der Finanzbehörde der Provinz Guizhou. 1969 wechselte er in die Provinz Sichuan und war dort zuerst stellvertretender Direktor sowie zuletzt bis 1981 Direktor der Finanzbehörde. 
Ende der 1970er Jahre unterstützte er den damaligen Sekretär des Parteikomitees und Gouverneur von Sichuan, Zhao Ziyang, bei dessen experimentellen Wirtschafts- und Landwirtschaftsreformen in dieser Provinz. Als dessen engster Mitarbeiter spielte er eine wichtige Rolle bei den mutigen und flexiblen Programmen, die zwar von den marxistischen Prinzipien abwichen, aber die Industrieproduktion und die landwirtschaftliche Produktion erheblich steigerten. Diese Ergebnisse wurden durch innovative Maßnahmen erzielt, bei denen die Arbeitnehmer eher auf der Grundlage der Arbeit als auf der Notwendigkeit belohnt wurden und Anreize geschaffen wurden, die auf freien Unternehmens- und Marktkräften und nicht auf starren Quoten beruhten, die von den Zentralbehörden festgelegt wurden. Die dortigen Erfolge erlangten bald nationale Aufmerksamkeit, woraufhin sowohl Zhao Ziyang als auch Tian Jiyun nach Peking berufen wurden. Dort wurde Zhao Ministerpräsident, während Tian zunächst von 1981 bis 1983 stellvertretender Generalsekretär des Staatsrates der Volksrepublik China war.
Auf dem XII. Parteitag (1. bis 12. September 1982) wurde Tian Jiyun Mitglied des Zentralkomitee der Kommunistischen Partei Chinas (ZK der KPCh). Er gehörte diesem Gremium nach seinen Wiederwahlen auf dem XIII. Parteitag (25. Oktober bis 2. November 1987), dem XIV. Parteitag (12. bis 19. Oktober 1992) und XV. Parteitag (12. bis 19. September 1997) zwanzig Jahre lang bis zum 14. November 2002 an. Er war zudem zwischen 1982 und 1987 Direktor des Nationalen Komitees für Aufforstung sowie Direktor des Staatlichen Hauptquartiers für Hochwasserschutz und Dürrehilfe. Am 20. Juni 1983 wurde er schließlich Vize-Ministerpräsident und hatte dieses Amt fast zehn Jahre lang bis März 1993 inne. Daneben fungierte er zwischen dem 20. Juni 1983 und dem 11. November 1985 auch als Generalsekretär des Staatsrates. In seiner Funktion innerhalb der Regierung war er maßgeblich an der Umsetzung und Übertragung der in Sichuan erfolgten Reformen für die gesamte Volksrepublik beteiligt, die letztlich die wirtschaftliche Entwicklung des Landes beschleunigten, insbesondere im landwirtschaftlichen Bereich. Er gilt zudem als Vater der 1984 durchgeführten Preisreformen. Zugleich war er zwischen 1983 und 1987 Vorsitzender des chinesischen Komitees der Internationalen Dekade zur Reduzierung von Naturkatastrophen.
Auf einem ZK-Plenum am 24. September 1985 wurde Tian Mitglied des Sekretariats des ZK und als solcher auch als Mitglied des Politbüros der KPCh kooptiert. Auf dem darauf folgenden XIII. Parteitag wurde er formell zum Mitglied des Politbüros gewählt und gehörte diesem obersten Führungsgremium nach seinen Wiederwahlen auf dem XIV. Parteitag (12. bis 19. Oktober 1992) sowie auf dem XV. Parteitag (12. bis 19. September 1997) bis zum 14. November 2002 an. Er war zudem Mitglied des Nationalen Volkskongresses. Er fungierte zuletzt zwischen dem 15. März 1993 und dem 5. März 2003 als stellvertretender Vorsitzender des Ständigen Ausschusses des Ständigen Ausschusses des Nationalen Volkskongresses und war als solcher einer der Vize-Staatspräsidenten der Volksrepublik China.